# Catalogue interactif
 (janvier 2021).
 (juillet 2008).
Si vous disposez d'ouvrages ou d'articles de référence ou si vous connaissez des sites web de qualité traitant du thème abordé ici, merci de compléter l'article en donnant les références utiles à sa vérifiabilité et en les liant à la section « Notes et références ».
Un catalogue interactif est un mode de présentation d'information sur Internet qui simule un catalogue traditionnel que l'on peut feuilleter grâce à la souris de l'ordinateur.
Basé principalement sur la technologie Flash, le catalogue interactif autorise un rendu hyperréaliste avec des feuilles qui tournent, se plient, voire se déchirent. Les ombres portées en temps réel ajoutent au réalisme.
Le catalogue interactif peut intégrer des images, des textes, des animations flash, du son et des vidéos.

## Catalogues interactifs avec base de données
La présentation de catalogues sur Internet a toujours suivi les tendances de la navigation et a toujours exploité la performance des outils mis à disposition des développeurs pour présenter les données ou les produits avec le maximum d'impact.
Durant la période HTML, les catalogues interactifs étaient uniquement basés sur du texte et des liens avec une mise à jour extrêmement laborieuse.
Avec l'avènement des bases de données, la gestion des textes a pu se faire en temps réel.
Par la suite, les bases de données se sont enrichies d'images, de sons et de vidéos permettant l'affichage d'informations multimédia.
La présentation des données est gérée par des scripts puisant des informations dans la base de données et organisant la publication par l'intermédiaire de pages-modèles préparées à l'avance. Cela permet la création, par exemple, de sites de cybercommerce avec prix, descriptions, images, vidéos et sons.

## Catalogues interactifs multimédias
L'arrivée de technologies de type Flash sur les navigateurs et la maturité des scripts a permis de simuler une activité bien maitrisée par l'utilisateur : le feuilletage.
En utilisant le feuilletage, l'internaute peut aller à son rythme et utiliser un mode de consultation de l'information bien connu. Développé à partir des éléments existants dans la publication papier, le catalogue interactif apporte un nouveau moyen de diffusion de l'information. L'interactivité des catalogues interactifs se situe dans les outils de consultation intégrés.
Ce feuilletage permet de zoomer sur les pages, sur des zones de pavés textes, et comprend beaucoup de fonctionnalités facilitant la navigation:
- moteur de recherche plein texte ;
- diaporama ;
- fonction téléchargement / impression des pages ;
- Insertion de vidéos, sons, animations flash…

Certaines solutions permettent la génération automatique de pages HTML qui peuvent être indexées par les moteurs de recherche comme des pages web classiques.

## Critiques
Le terme de catalogue interactif prête cependant à confusion. En effet, il est parfois utilisé pour annoncer une présentation en liste ordonnée de références avec parfois un moteur de recherche.
Certains procédés utilisent une illusion de feuilletage, la page n'est pas alors feuilletable par tous les coins, mais uniquement par le coin en bas à droite.

## Backoffice
La ventilation des solutions se ventile en trois grandes catégories :
- les solutions de conversion de pdf uniquement, réalisées par le prestataire ;
- les solutions de conversion de pdf, grâce à un exécutable à télécharger ;
- les solutions de conversion en ligne, avec une interface d'administration.

Cette dernière solution permet la gestion en temps réel des modifications alors que les autres solutions sont en temps différé.